# Zasobnik (budownictwo)

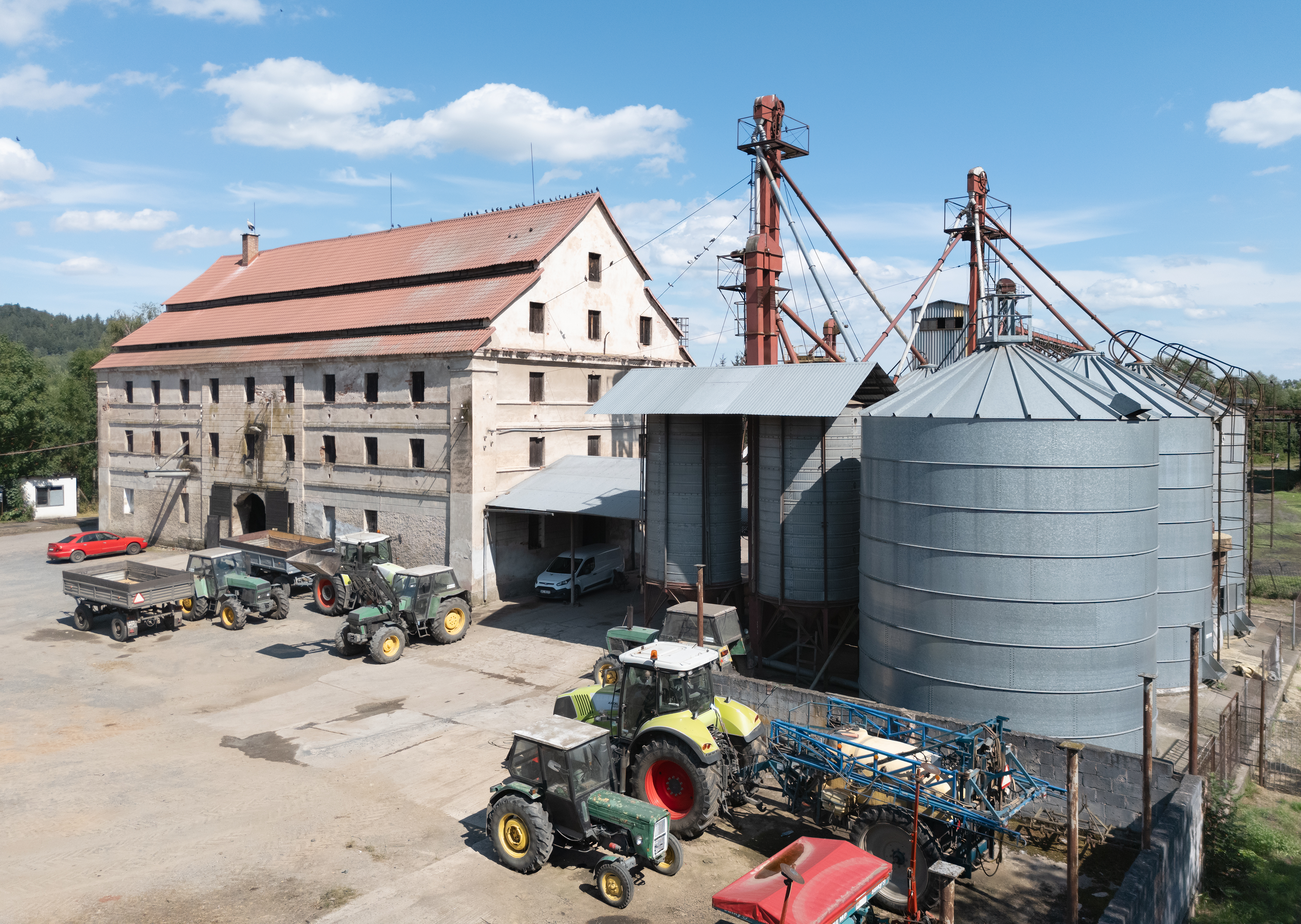
Silosy zbożowe w Piszkowicach

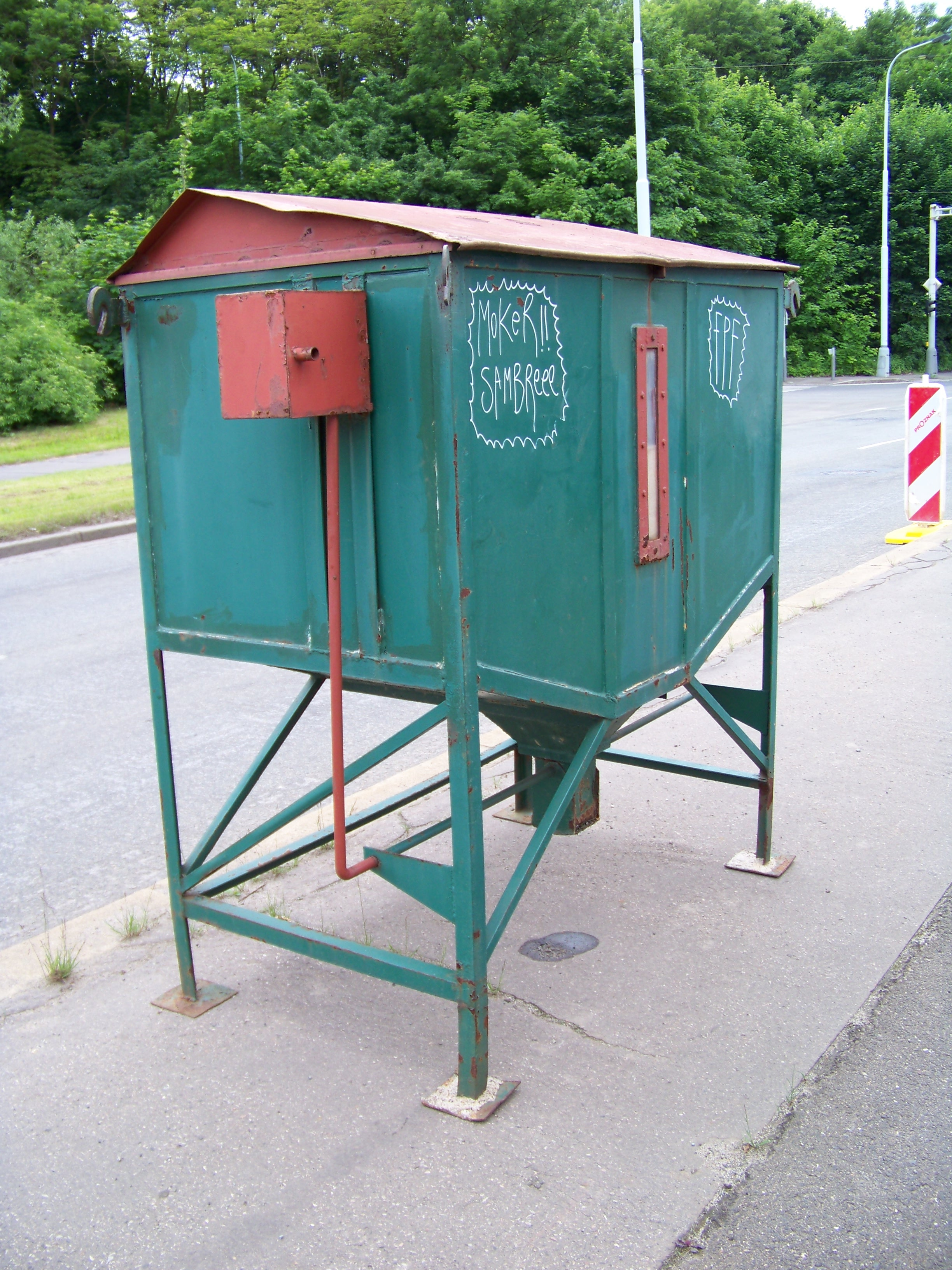
Zasobnik na piasek przy pętli tramwajowej

Zasobnik (bunkier) – budowla przeznaczona do krótkotrwałego składowania i przechowywania określonych materiałów sypkich. Zasobnik składa się z konstrukcji wsporczej, która przenosi wydzieloną ścianami komorę, przeznaczoną do przechowywania materiału. Typowe zasobniki są ładowane od góry przez odpowiednio ukształtowany otwór wlotowy, a wyładunek następuje od dołu; typowym rozwiązaniem jest kosz lub lej zsypowy. Materiałami składowanymi w tego typu budowlach są materiały sypkie, masowe, takie jak np. cement, nawozy sztuczne, węgiel, kruszywo (np. piasek, żwir lub inne), cukier, ziarna zbóż itp. Komorę takich budowli kształtuje się w postaci cylindrycznej lub pryzmatycznej, a w rzucie poziomym przekrój ma kształt prostokątny lub kołowy. Spotyka się baterie (zestawy) zasobników, jako jeden większy zbiornik o wielu niezależnych komorach.
Podobną do zasobnika konstrukcją budowlaną jest silos. Przyjmuje się rozróżnienie tych dwóch budowli w oparciu o kryterium, które stanowi stosunek wysokości zasobnika (komory) do wymiaru mniejszego boku podstawy (komory; dla komór cylindrycznych: średnicy):
- dla zasobników mniejszy niż 1,5;
- dla silosów większy lub równy 1,5.

Parametr ten ma istotny wpływ na sposób konstruowania takich obiektów budowlanych, gdyż przy wyżej wymienionym stosunku mniejszym niż 1,5, w zasobnikach, nie występuje efekt tzw. działania silosowego, polegającego na zmniejszeniu parcia, będącego skutkiem tarcia poziomego i pionowego materiału o ściany komory pojemnika. Istnieje jednak możliwość korzystnego ukształtowania pojemnika w taki sposób, aby linia stoku naturalnego, dla materiału, który ma być w zasobniku przechowywany, trafiała w ścianę pionową pojemnika, co nadaje mu charakter pracy silosu (ale ogranicza wysokość zasobnika i tym samym także jego pojemność). W obliczeniach statycznych, w przeciwieństwie do silosu, należy uwzględnić parcie wybranego materiału na ściany komory, analogicznie do parcia gruntu. Niezbędne jest także uwzględnienie wpływu dynamicznych uderzeń dużych brył oraz wpływu dynamicznego przy opróżnianiu zasobnika. Ochrona ścian zasobnika od uderzeń dużych brył (o dużej masie), polegać może między innymi na zastosowaniu wykładzin ścian komory i leja wyładunkowego od strony wewnętrznej, np. płytkami ceramicznymi, żeliwnymi lub innymi, balami drewnianymi, z szyn kolejowych, wykonanie pochylni kaskadowych na amortyzatorach gumowych, stosowanie spiralnej zsuwni śrubowej w formie koryta lub innych metod.
Zasobniki wykonuje się w technologii:
- żelbetowej – monolitycznej;
- żelbetowej – prefabrykowanej;
- stalowej;
- drewnianej (tymczasowe);
- mieszanej (np. ściany pionowe żelbetowe, lej stalowy).